# Midden-Siberisch Bergland
Midden-Siberisch Bergland (Russisch: Среднесибирское плоскогорье, Srednesibirskoje plaskagorje) is een Russisch grootlandschap en omvat het gebied in Siberië tussen de rivieren de Jenisej en de Lena. De oppervlakte is ongeveer 3,5 miljoen km².

## Geografie
Het zeer uitgestrekte Midden-Siberisch Bergland bevindt zich tussen het Noord-Siberisch Laagland in het noorden, waarbinnen zich de moerassen van de Tajmyrdepressie ten zuiden van het schiereiland Tajmyr bevinden, en de verschillende Zuid-Siberische gebergten, zoals de Sajan en het Baikalgebergte (ten noorden van het Baikalmeer) in het zuiden. In het westen loopt het over bijna de gehele noord-zuidlengte langs de Jenisej, waarnaast het West-Siberisch Laagland zich bevindt. In oostelijke richting reikt het tot aan de Centraal-Jakoetische Vallei, waardoorheen de benedenloop van de Lena stroomt. Ten oosten van deze rivier rijst het Verchojanskgebergte op dat onderdeel uitmaakt van het Oost-Siberisch Bergland.

## Reliëf
Het beeld van het Midden-Siberisch Bergland wordt bepaald door de veelal uitgestrekte, sterk verdeelde plateaus en bergketens die stijgen tot gemiddeld 500 tot 700 meter hoogte en gedeeltelijk uitstijgen tot iets over de 1000 meter. In het centrale deel loopt het bergland bijvoorbeeld tot 1044 meter hoogte, in het zuidwesten van het Jenisejgebergte tot 1104 meter en in de noordoostelijke Viljoejketen, die de waterscheiding vormt tussen de Lena en de Oljonok, tot 1006 meter. De hoogste pieken (tot 1701 meter) liggen echter in het noordwestelijke Poetoranagebergte.

## Klimaat en natuur
Het gebied heeft een landklimaat met korte warme zomers en lange zeer koude winters.
De taiga in het Midden-Siberisch Bergland heeft vele uitgestrekte boreale naaldbossen met vooral veel lariksen die in noordelijke richting overgaan in bostoendra en toendra. In deze noordelijke gebieden kunnen vanwege de permafrost en het lage watergehalte in de bodem geen hoge planten zoals bomen groeien. In dit gebied groeien in plaats daarvan veel mossen, struiken en varens.

## Geologie en delfstoffen
Het gebied staat geologisch bekend als de Siberische Trappen en heeft mede hierdoor grote voorraden delfstoffen als steenkool, ijzererts, goud, diamanten, aardgas, nikkel en andere. Onder andere het Poetoranagebergte staat hierom bekend.

## Infrastructuur
De meeste wegen binnen het Midden-Siberisch Bergland zijn onverhard, waardoor ze in het voorjaar vanwege de overvloedige neerslag, die de bodem doet uitzetten, veranderen in modderwegen. Het grootste deel van het jaar zijn deze wegen daarom nauwelijks of slechts met moeite begaanbaar. In de winter, als de ondergrond bevroren is, verandert dit en zijn ze goed te gebruiken als autoweg. De belangrijkste routes in het gebied zijn daardoor de spoorlijnen in het zuiden, enkele hoofdwegen, vliegverbindingen en de scheepvaartwegen over de talrijke rivieren, als deze niet dichtgevroren zijn.

## Bergen
De hoogste berg is de Kamen in het noordwestelijke Poetoranagebergte met 1701 meter.

## Rivieren
- Anabar
- Angara
- Cheta
- Jenisej – westgrens van het bergland
- Kotoej
- Koerejka
- Lena – oostgrens van het bergland
- Olenjok
- Pjasina
- Stenige Toengoeska
- Tsjona
- Tsjoena
- Beneden-Toengoeska
- Viljoej

## Steden
De grote steden liggen vooral in het zuiden:
- Angarsk
- Bratsk
- Irkoetsk
- Jakoetsk (oosten)
- Kansk
- Krasnojarsk
- Norilsk (noordwesten)
- Oesolje
- Oest-Ilimsk